# Кырветагузе
Кы́рвета́гузе (эст. Kõrvetaguse) — деревня в волости Мярьямаа уезда Рапламаа, Эстония.
До административной реформы местных самоуправлений Эстонии 2017 года входила в состав волости Райккюла.

## География и описание
Расположена в 15 километрах к западу от уездного центра — города Рапла — и в 9 километрах к северо-востоку от волостного центра — посёлка Мярьямаа. Высота над уровнем моря — 64 метра.
Официальный язык — эстонский. Почтовый индекс — 78417.

## Население
По данным переписи населения 2011 года в деревне проживали 30 человек, все — эстонцы.
По данным переписи населения 2021 года, в деревне насчитывалось 23 жителя, из них 22 (95,7 %) — эстонцы.
Численность населения деревни Кырветагузе по данным переписей населения:
| Год  | 1959 | 1979 | 989  | 1970 | 2000 | 2011 | 2021 |
| ---- | ---- | ---- | ---- | ---- | ---- | ---- | ---- |
| Чел. | 94   | ↘ 76 | ↘ 54 | ↘ 26 | ↗ 32 | ↘ 30 | ↘ 23 |

## История
В письменных источниках 1726 года упоминается Korwentack (мыза), 1765 года — Korwentack, 1923 года — Kõrvetaguse.  Старыми названиями деревни были Аммула (эст. Ammula) и Аймула (эст. Aimula). В источниках 1726 года упоминается Haimda, 1739 года — Haimulla, 1798 года — Heimula).
Существовали отдельно мыза Кырветагузе (нем. Körwentack, эст. Kõrvetaguse mõis) и принадлежавшая ей деревня с таким же названием. Возникшее после земельной реформы 1919 года на землях мызы поселение в 1940-х годах слилось с деревней Кырветагузе.